# Temps universel coordonné
Pour les articles homonymes, voir UTC et CUT.

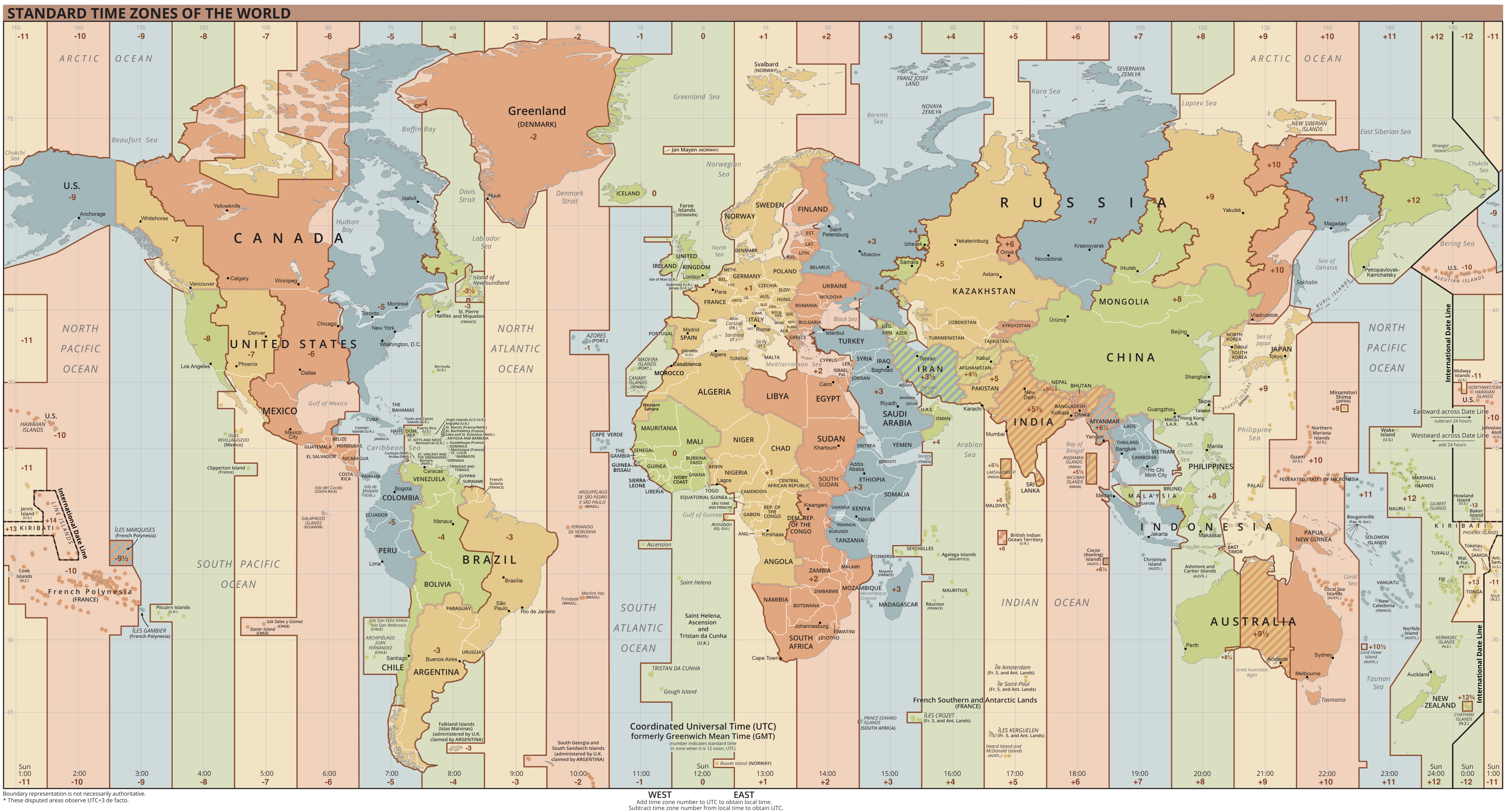
L’heure dans le monde par rapport à UTC (sans tenir compte des heures d'été).

Le temps universel coordonné ou UTC (en anglais : Coordinated Universal Time) est une échelle de temps adoptée comme base du temps civil international par la majorité des pays du globe.

## Description
UTC est une échelle de temps comprise entre le temps atomique international (TAI), qui est stable mais déconnecté de la rotation de la Terre, et le temps universel (TU), directement lié à la rotation de la Terre et donc lentement variable.
Dans « Temps Universel Coordonné » UTC, le terme « coordonné » indique que ce temps s’écoule de façon identique à celui du Temps Atomique International, il en a la stabilité et l’exactitude à un nombre entier de secondes près, et grâce à un mécanisme d'ajustement mis en œuvre chaque fois que nécessaire, il est décalé d'une seconde pour qu'il reste proche du temps universel à moins de 0,9 s près.

## Mécanisme utilisé pour que le temps UTC puisse coller au temps universel
Le paragraphe précédent indique que le « temps UTC » coïncide avec le temps universel à moins de 0,9 s près. Cet ajustement est réalisé chaque fois que cela est nécessaire, en ajoutant ou bien en supprimant des secondes intercalaires.
Ces ajouts ou bien retraits peuvent être réalisés soit le 31 décembre à minuit soit le 30 juin à minuit. Tous les six mois, le BIPM informe de cette décision via un Bulletin C, soit pour annoncer un ajout ou bien une suppression d'une seconde intercalaire, soit pour confirmer qu'il n'y aura pas de seconde intercalaire.
La table ci-dessous illustre ce qu'il se passe lors de l'ajout d'une seconde intercalaire. Les différences « UTC-UT1 » et « UTC-TAI » sont exprimées en secondes.
| TAI                   | UTC                   | UT1                      | UTC-UT1 | UTC-TAI |
| --------------------- | --------------------- | ------------------------ | ------- | ------- |
| 2009-01-01T00:00:32.0 | 2008-12-31T23:59:59.0 | ≅2008-12-31T23:59:58.407 | ≅ 0.593 | -33     |
| 2009-01-01T00:00:32.5 | 2008-12-31T23:59:59.5 | ≅2008-12-31T23:59:58.907 | ≅ 0.593 | -33     |
| 2009-01-01T00:00:33.0 | 2008-12-31T23:59:60.0 | ≅2008-12-31T23:59:59.407 | ≅ 0.593 | -33     |
| 2009-01-01T00:00:33.5 | 2008-12-31T23:59:60.5 | ≅2008-12-31T23:59:59.907 | ≅ 0.593 | -33     |
| 2009-01-01T00:00:34.0 | 2009-01-01T00:00:00.0 | ≅2009-01-01T00:00:00.407 | ≅-0.407 | -34     |
| 2009-01-01T00:00:34.5 | 2009-01-01T00:00:00.5 | ≅2009-01-01T00:00:00.907 | ≅-0.407 | -34     |

## Représentation du temps UTC
La définition et l'exemple ci-dessus indiquent que le « temps UTC » est une valeur qui approxime le nombre de secondes qui se sont écoulées depuis une certaine date.
Le « temps UTC » ne doit pas être considéré comme un compteur de secondes mais plutôt comme un compteur en plusieurs morceaux nommés « secondes (tm_sec), minutes (tm_min), heures (tm_hour), jours depuis le 1er Janvier de l'année (tm_yday) et années calendaires moins 1900 (tm_year) », chacun étant représenté par un entier.
Note : les abréviations entre parenthèses (du type tm_...) sont celles utilisées dans la bibliothèque du langage C.
| secondes | (tm_sec)  | Nombre de secondes écoulées dans une minute, c'est-à-dire 60 secondes la plupart du temps et elles sont comptées de 0 à 59. - Lorsqu'une seconde intercalaire est ajoutée, ce compteur s'incrémente jusqu'à 60. Cela correspond à une minute de temps égale à 61 secondes. Voir l'exemple du paragraphe ci-avant. - Lorsqu'une seconde est supprimée, ce compteur s'incrémente jusqu'à 58 uniquement. Cela correspond à une minute de temps égale à 59 secondes. La mémoire des secondes intercalaires est conservée dans la table des secondes intercalaires maintenue à jour et publiée par le BIPM dans son bulletin C. C'est à l'aide de cette table que l'on peut calculer le nombre exact de secondes écoulées entre deux temps UTC. |
| minutes  | (tm_min)  | Chacune doit être comptée comme exactement 60 secondes. |
| heures   | (tm_hour) | Chacune doit être comptée comme exactement 3 600 secondes. |
| jours    | (tm_yday) | Nombre de jours écoulés depuis le 1er Janvier de l'année. Chacun doit être compté comme exactement 86 400 secondes. |
| années   | (tm_year) | Année calendaire moins 1 900. - Si l'année calendaire est inférieure à 1 970 ou si la valeur est négative, la relation n'est pas définie. - Si l'année calendaire est supérieure ou égale à 1 970 et que la valeur n'est pas négative, alors ce compteur est représentatif d'un « temps UTC ». Le nombre de secondes associé à ce « temps UTC » est donné par l'expression juste ci-après ce tableau |

```
nombre de secondes associées à ce temps UTC =

    tm_sec + tm_min*60 + tm_hour*3600 + tm_yday*86400 +
        (tm_year-70)*31536000 + ((tm_year-69)/4)*86400 -
        ((tm_year-1)/100)*86400 + ((tm_year+299)/400)*86400

Les divisions sont des divisions entières. Le reste de chacune de ces divisions entières est ignoré.

```

Commentaires sur la formule ci-dessus.
| + ((tm_year-69)/4)*86400    | ce terme ajoute un jour chaque 4 ans à partir de 1973.        |
| − ((tm_year-1)/100)*86400   | ce terme soustrait un jour chaque 100 ans à partir de 2001.   |
| + ((tm_year+299)/400)*86400 | ce terme ajoute un jour chaque 400 ans à partir de l'an 2001. |

La relation entre un « temps UTC » et le nombre exact de secondes qui se sont écoulées depuis l'epoch n'est pas spécifiée. Pour l'obtenir il faut utiliser une table des secondes intercalaires.

## Historique
L'appellation correcte en anglais du temps universel coordonné (TUC) serait « coordinated universal time », abrégé en CUT. Les experts de l’Union internationale des télécommunications étaient d’accord pour définir une abréviation commune à toutes les langues, mais ils étaient divisés sur le choix de la langue entre le français et l'anglais. Finalement, c’est le compromis UTC, nécessitant un effort des deux parties, qui fut choisi. C’est cette notation qui est utilisée par la norme ISO 8601.
| Langue    | Initiales | Signification                                                                               |
| --------- | --------- | ------------------------------------------------------------------------------------------- |
| Français  | TUC       | Temps universel coordonné                                                                   |
| Anglais   | CUT       | Coordinated Universal Time                                                                  |
| Compromis | UTC       | anglais informel : Universal Time Coordinated français informel : Universel Temps Coordonné |

La coordination du temps et des fréquences d'émissions radio autour du monde a débuté le 1er Janvier 1960. UTC a été la première recommandation adoptée par le CCIR « Standard-Frequency and Time-Signal Emissions » en 1963 « Recommendation N°374 », mais l'abbréviation officielle de UTC et le nom anglais officiel de Coordinated Universal Time (en même temps que l'équivalent français) ont été adoptées après 1967.
Le système a été ajusté plusieurs fois, incluant une brève période de temps pendant laquelle la coordination-temps des signaux radio était diffusée à la fois avec UTC et un "Stepped Atomic Time (SAT)" avant qu'un nouvel UTC ne soit adopté en 1970 et implémenté en 1972. Ce changement a été adopté en même temps que celui des secondes intercalaires dans le but de simplifier des futurs ajustements. Cette Recommendation CCIR N°460 établissait les trois points suivants :
- (a) les fréquences porteuses et les intervalles de temps doivent être maintenus constants et doivent correspondre à la définition de la seconde SI ;
- (b) les sauts pour ajustements, quand ils sont nécessaires, doivent être de exactement une seconde afin de maintenir une accord approximatif avec le Temps Universel (UT), et enfin ;
- (c) les signaux standards doivent contenir une information qui permette de connaître la différence entre UTC et UT[9].

En 2022, la Conférence Générale des Poids et Mesures a adopté une résolution pour modifier UTC afin qu'un nouveau mécanisme élimine le besoin de secondes intercalaires au cours à l'horizon 2035.
La version courante de UTC est définie par la Recommendation (ITU-R TF.460-6) de Union internationale des télécommunications, Standard-frequency and time-signal emissions, et est basée sur le temps atomique international (TAI) avec des secondes intercalaires ajoutée à intervalles irréguliers dans le but de compenser les différences accumulées entre l'heure TAI l'heure mesurée par la rotation de la Terre.
Selon une étude publiée dans Nature en 2024, la fonte des glaces due au changement climatique affecterait la vitesse de rotation de la Terre, impactant ainsi UTC. Cette recherche suggère un report potentiel de trois ans, de 2026 à 2029, pour la prochaine mise à jour d'UTC.

## Temps atomique international
|  | Normale   | Avancée   | Nom du fuseau horaire |
|  | --------- | --------- | --------------------- |
|  | UTC−03:30 | UTC−02:30 | Terre-Neuve           |
|  | UTC−04:00 | UTC−03:00 | Atlantique            |
|  | UTC−04:00 |           | Atlantique            |
|  | UTC−05:00 | UTC−04:00 | Est                   |
|  | UTC−05:00 |           | Est                   |
|  | UTC−06:00 | UTC−05:00 | Prairies              |
|  | UTC−06:00 |           | Prairies              |
|  | UTC−07:00 | UTC−06:00 | Rocheuses             |
|  | UTC−07:00 |           | Rocheuses             |
|  | UTC−08:00 | UTC−07:00 | Pacifique             |

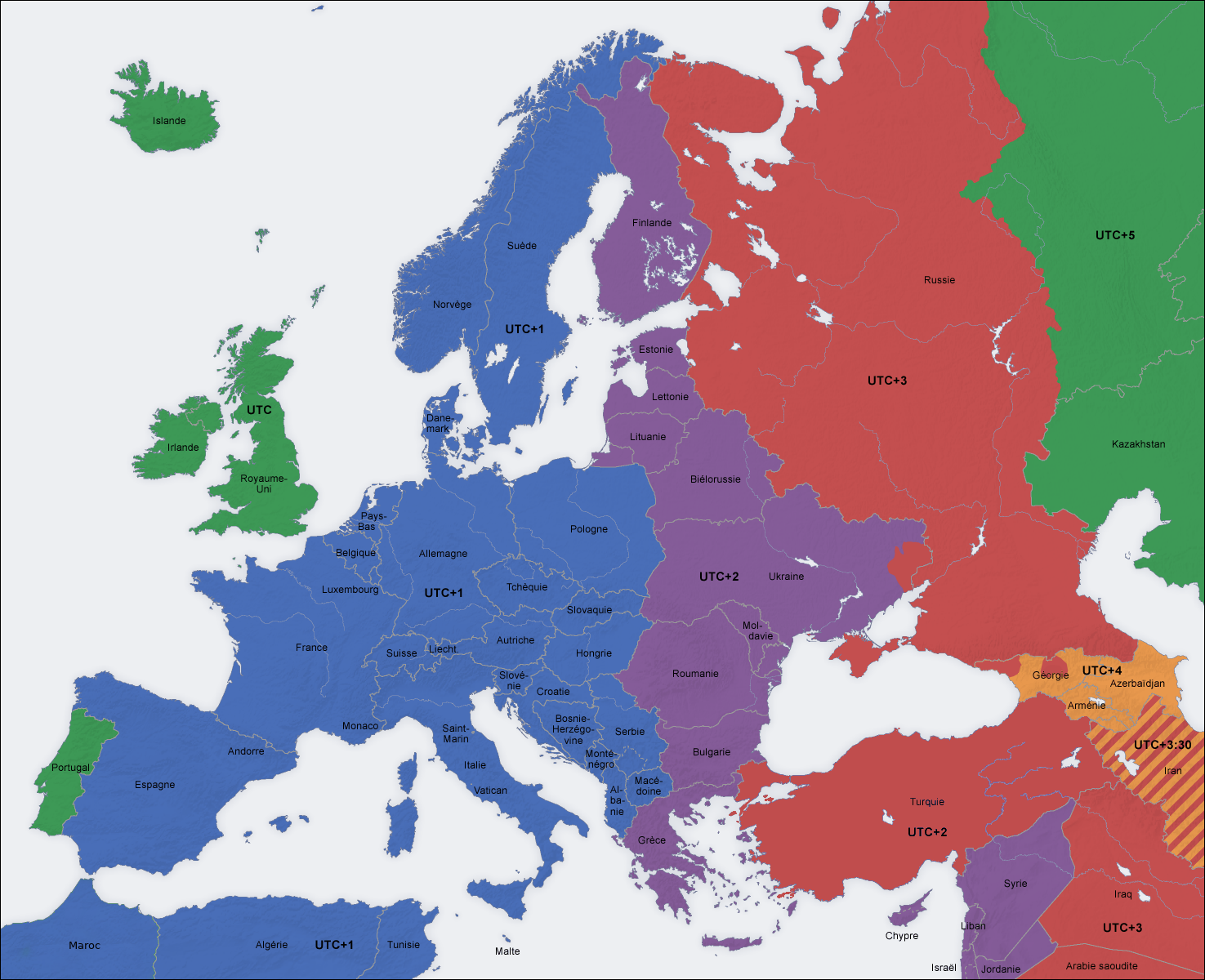
Les fuseaux horaires d’hiver en Europe.
Légende :
UTC
UTC+1
UTC+2
UTC+3
UTC+3:30
UTC+4
UTC+5

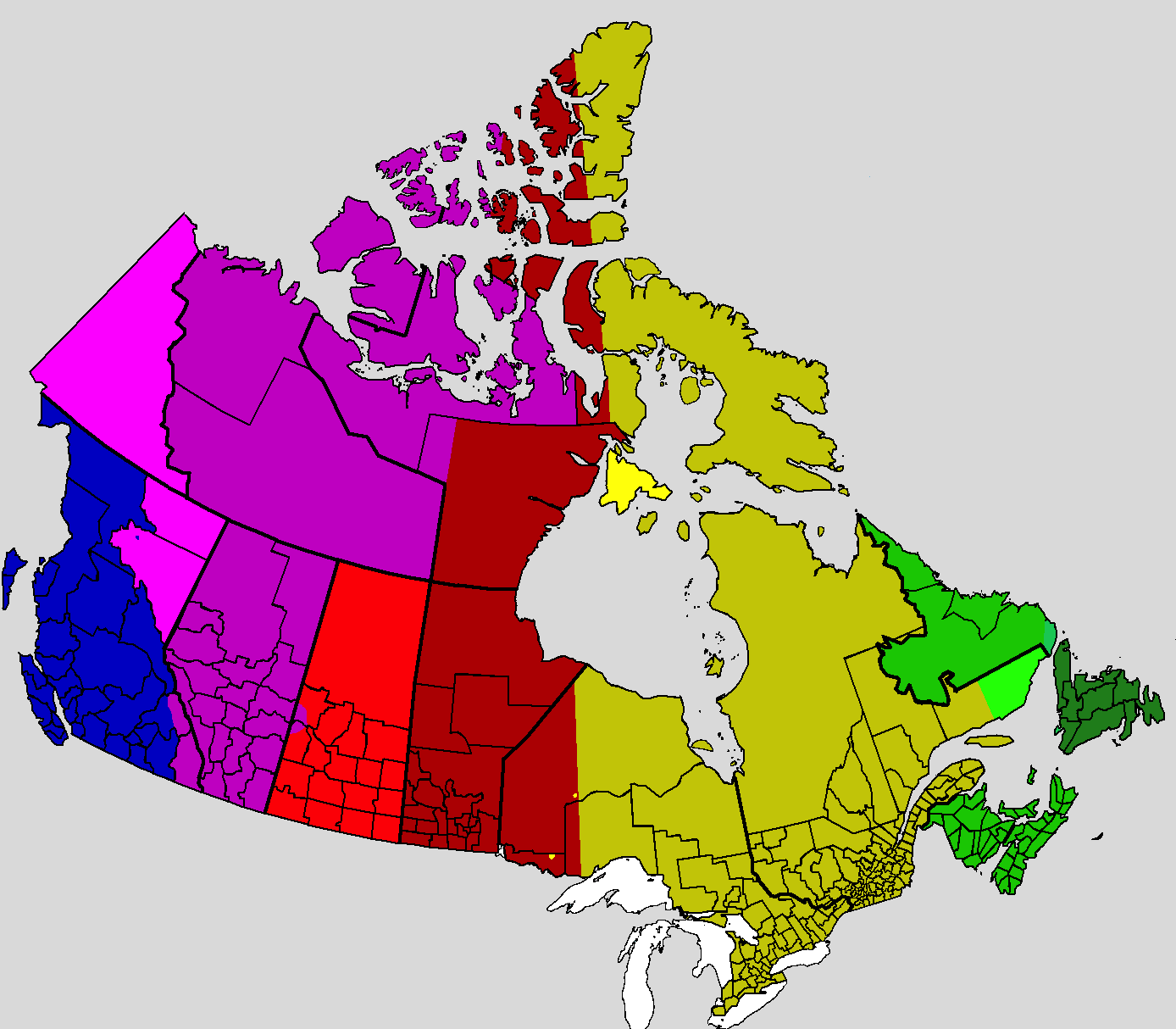
Les fuseaux horaires au Canada.
Note : selon la Constitution canadienne, les provinces décident si elles adoptent l’heure avancée ou non ou quelle partie de leur territoire y est assujetti.

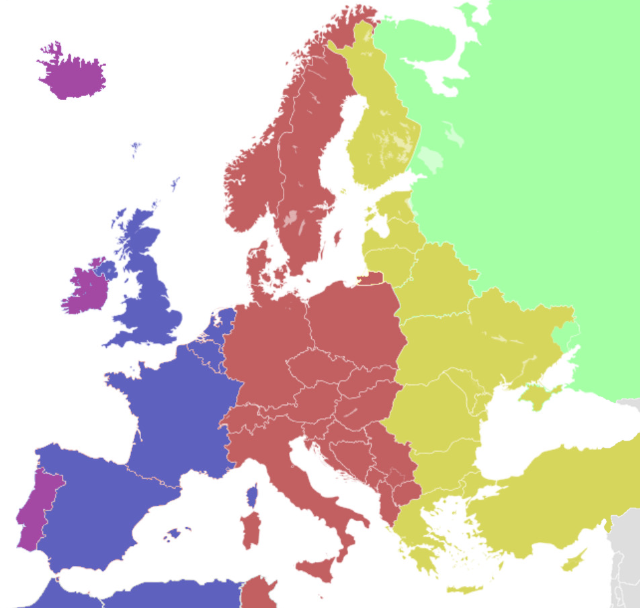
Fuseaux horaires hypothétiques en Europe si chaque pays appliquait systématiquement l’horaire solaire de là où se trouve la partie principale du pays.

Le problème du temps universel (UT) est qu’il définit le jour comme la durée moyenne annuelle de rotation de la Terre autour de son axe (jour solaire moyen). Or cette rotation moyenne n’est pas constante : à long terme, elle ralentit lentement sous l’effet des marées et, elle présente à court terme des instabilités imprévisibles : la durée des jours UT augmente donc très lentement en moyenne. Mais dans les années 1960 et jusqu’à ces dernières années, plusieurs activités dont la navigation astronomique et le suivi de sondes spatiales, avaient toujours besoin du temps universel, c’est-à-dire se référaient toujours à la rotation terrestre, tout en nécessitant une échelle de temps la plus stable possible.
Initialement, avant l’instauration du temps atomique international (TAI), le temps atomique délivré par les horloges atomiques était modifié en fréquence pour suivre la rotation terrestre et faire en sorte que la différence UT − UTC reste dans une limite fixée. Ce système devint vite lourd et trop compliqué à mettre en œuvre. C’est pour remédier à tous ces problèmes qu’en 1972 on instaura un temps atomique international intangible et on lia UTC à ce TAI.
UTC a la même fréquence que le TAI mais en diffère par un nombre entier de secondes. Pour faire en sorte que la différence entre UT et UTC reste inférieure à 0,9 s, tout en assurant un écart d’un nombre entier de secondes par rapport au temps atomique, UTC est occasionnellement incrémenté ou décrémenté d’une seconde atomique entière.
Le TAI est établi par le Bureau international des poids et mesures, à partir d'environ 450 horloges atomiques réparties dans plus de 80 laboratoires dans le monde. Les horloges intégrées à l'établissement du TAI sont des horloges atomiques à césium (environ 300 horloges en 2019) et des masers à hydrogène (environ 150 en 2019). En parallèle de ce panel d'horloges atomiques "standard", des étalons de très hautes performances (principalement fontaines à atomes refroidis – à césium pour les étalons primaires, à rubidium, ytterbium ou strontium pour les étalons secondaires) opérés par quelques laboratoires de pointe, sont utilisées pour étalonner la fréquence du TAI.

### Détails et mise en œuvre
Afin de garder le temps universel coordonné synchronisé avec la rotation de la Terre, une seconde intercalaire (leap second en anglais) est parfois ajoutée ou enlevée à la fin des mois de juin ou de décembre. Jusqu’à présent ces secondes intercalaires ont toujours été ajoutées, jamais retranchées : le temps UTC retarde donc sur le temps TAI. Ces insertions ne sont pas systématiques, elles sont décidées par le Service international de la rotation terrestre et des systèmes de référence (IERS), basé en particulier à l’Observatoire de Paris, au vu de l’évolution de la rotation terrestre.
Pour ajouter ou retrancher une seconde, le décompte du temps affiché par les horloges atomiques est simplement modifié :
- en temps normal, au passage de minuit UTC, l’horloge atomique indiquerait 23 h 59 min 59 s puis 0 h 0 min 0 s ;
- pour ajouter une seconde, on lui fait afficher 23 h 59 min 59 s puis 23 h 59 min 60 s et enfin 0 h 0 min 0 s. Une deuxième horloge atomique sur laquelle on ne serait pas intervenu afficherait alors 0 h 0 min 1 s : la première a bien pris une seconde de retard ;
- pour retrancher une seconde, on lui ferait afficher 23 h 59 min 58 s puis 0 h 0 min 0 s. Ainsi, une deuxième horloge atomique sur laquelle on ne serait pas intervenu afficherait alors 23 h 59 min 59 s : la première a bien pris une seconde d’avance.

La modification de l’affichage se fait automatiquement. Il suffit de programmer la date à laquelle le saut de seconde doit avoir lieu.

### Historique
Le 1er janvier 2006, ajout d’une seconde. Le décalage entre UTC et TAI est de 33 secondes, après avoir été de 32 secondes durant sept ans (depuis 1999).
Le 1er janvier 2009, ajout d’une seconde. Le décalage passe à 34 secondes.
Le 30 juin 2012, ajout d’une seconde, ce qui porte le décalage entre UTC et TAI à 35 secondes.
Le 30 juin 2015 ajout d’une seconde, le décalage est de 36 secondes.
Le 31 décembre 2016 ajout d’une seconde, le décalage est porté à 37 secondes.

## UTC et GMT
L’utilisation de l’appellation standard temps moyen de Greenwich (sigle : GMT, de l’anglais « Greenwich Mean Time ») s’est imposée par la prépondérance de la marine britannique durant le xixe siècle. Elle est désormais déconseillée parce que sa définition est ambiguë. L’utilisation de la nouvelle appellation normalisée « temps universel coordonné » (ou de son abréviation « UTC ») doit lui être préférée.